# Relaciones Argentina-Bangladés

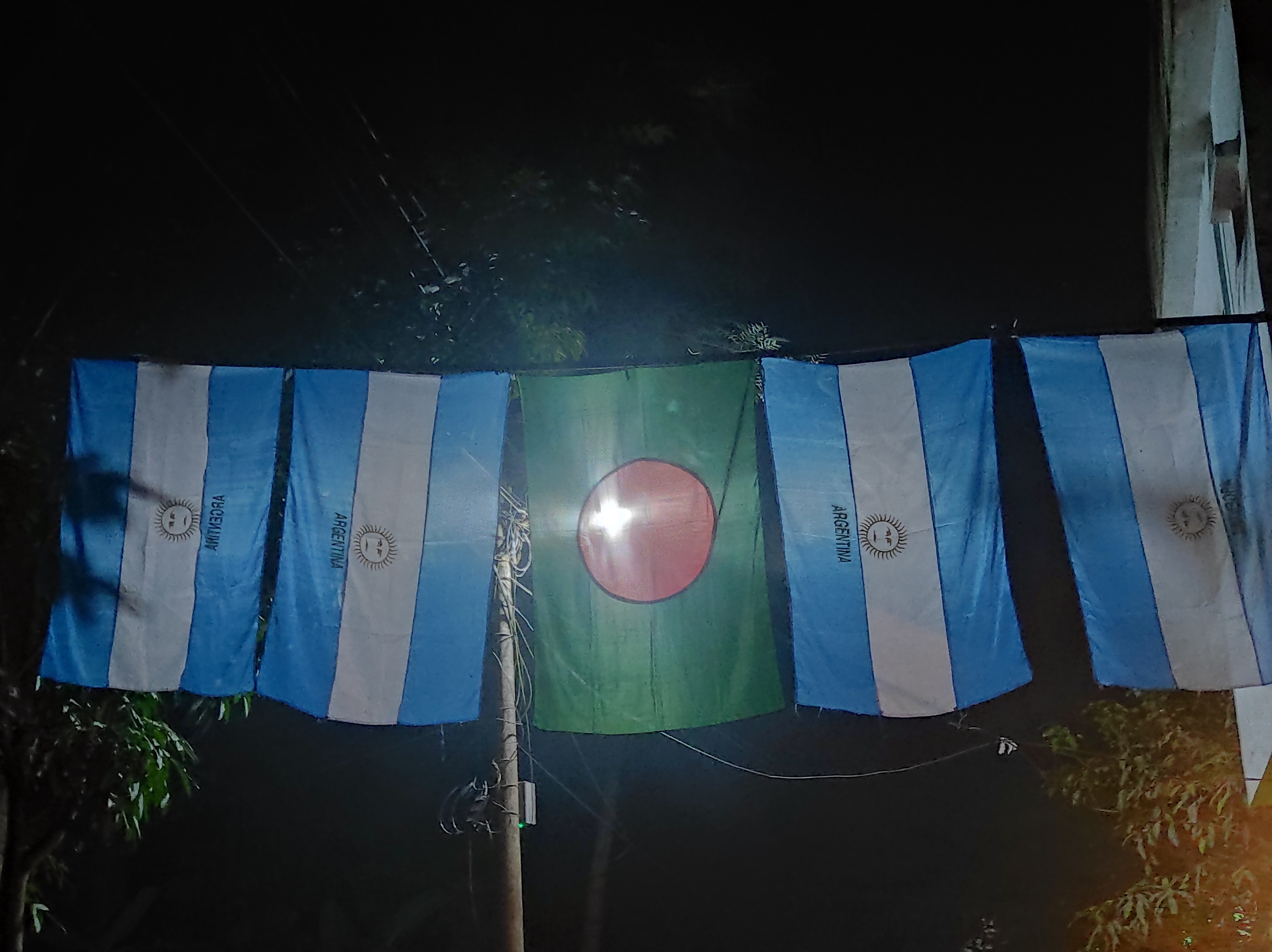

Las relaciones Argentina–Bangladés se refiere a las relaciones bilaterales entre Argentina y Bangladés.

## Diplomacia
Bangladés abrió una misión diplomática en la Argentina en la década de 1970, pero fue cerrado en 1978 durante la última dictadura argentina.
En 2011, el ex-secretario de exteriores de Bangladés, Mohamed Mijarul Quayes, realizó una visita oficial a Buenos Aires.
En julio de 2022, para conmemorar 50 años de relaciones diplomáticas, el embajador Hugo Gobbi visitó la capital Daca, donde se firmó un memorándum de entendimiento entre ambos gobiernos. El ministro de relaciones exteriores bangladesí Shahriar Alam recordó el apoyo de la escritora argentina Victoria Ocampo a la causa bangladesí durante la Guerra de independencia de Bangladés.
En medio de las repercusiones mundiales luego de la coronación del seleccionado argentino del Mundial de 2022, el ministro de exteriores Santiago Cafiero anunció la intención del gobierno argentino de reabrir la embajada en Bangladés, citando crecientes intercambios comerciales e interés mutuo de cooperación en varios rubros, entre ellos deportivas.
En febrero de 2023, Argentina reabrió su embajada en Daca, luego de una interrupción de 4 décadas.

## Relaciones comerciales y económicas
Bangladés y Argentina han mostrado interés en ampliar las actividades económicas bilaterales entre los dos países. Buques de Bangladés que contienen productos farmacéuticos, prendas de vestir confeccionadas, melamina y cerámica han sido identificados como productos con enorme potencial en el mercado argentino.
En Argentina hay una buena demanda de cerámica bengalí con FARR Ceramics siendo un importante exportador de cerámica de Bangladés a Argentina. Las exportaciones de aceite de soja de Argentina a Bangladés se están expandiendo.

## Otras cooperaciones

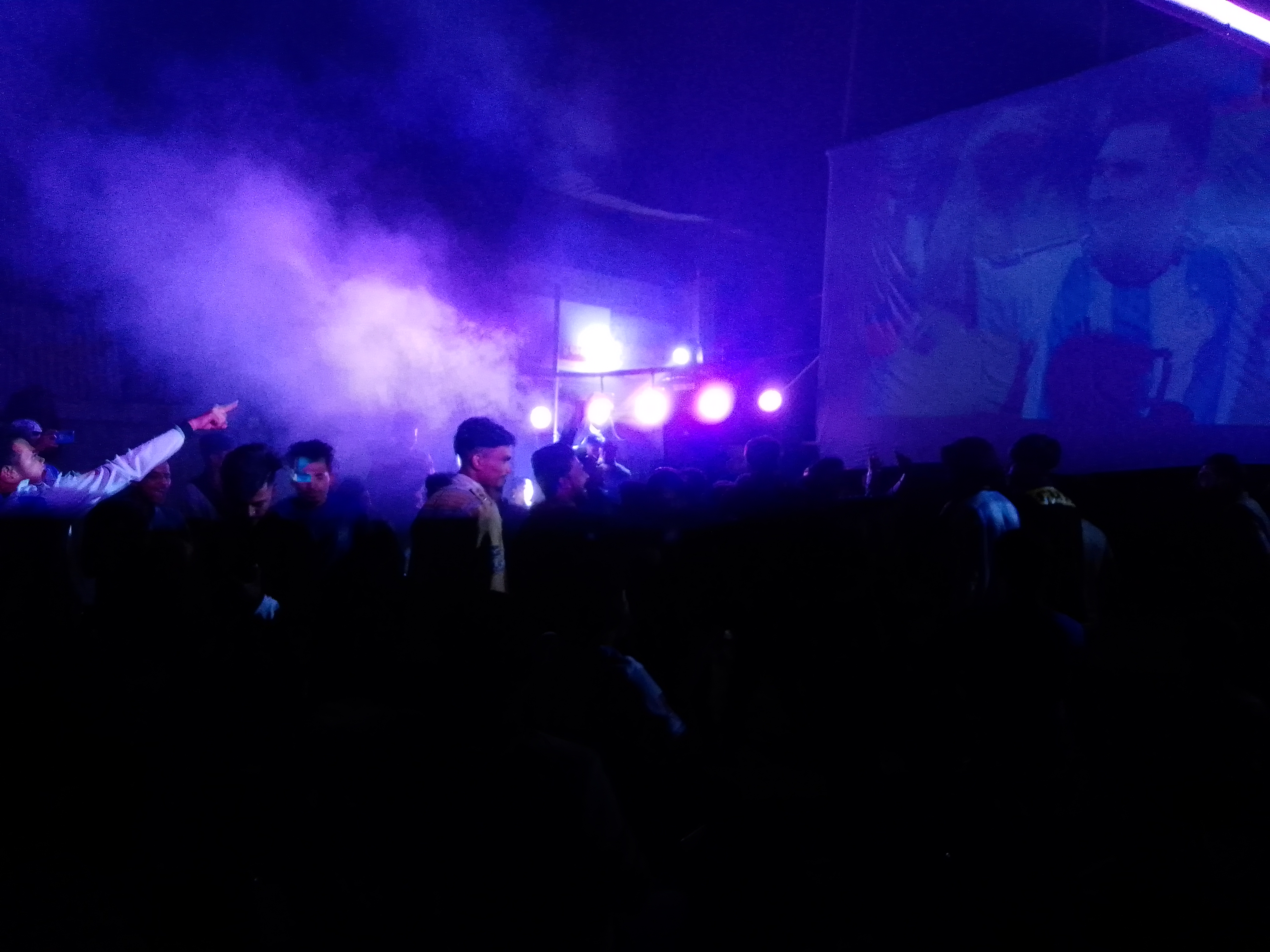
Aficionados bangladesíes celebrando el triunfo de la selección de fútbol de Argentina en el mundial de Catar 2022.

Argentina ha mostrado interés en realizar un curso de español para funcionarios de Bangladés. Argentina también tiene la intención de firmar un acuerdo de exención de visado con Bangladés.
En Bangladés existe una gran cantidad de aficionados a la selección de fútbol de Argentina desde su triunfo ante la selección inglesa en la copa Mundial de Fútbol de 1986. Esto se vio como una humillación a sus antiguos colonizadores británicos, que desde entonces se cultivó una gran admiración por la selección albiceleste que ha perdurado en el tiempo, despertando un clima de amistad entre fanáticos bangladesíes y argentinos.